# Mister Fear
Mister Fear est un super-vilain créé par Marvel Comics, apparu pour la première dans Daredevil #89, en 1965 (sous le nom de Drago).
Il y eut en fait 4 différentes personnes à porter le nom de Mister Fear, un ennemi récurrent de Daredevil.

## Origine

### Zoltan Drago
Drago était le propriétaire d'un musée de cire en faillite, qui utilisa ses compétences en occultisme et en chimie pour créer un élixir permettant d'animer des mannequins. Il voulait se créer une petite armée. Mais la formule échoua. Il découvrit toutefois que l'élixir instillait la peur à ceux qui l'inhalaient. Il se fabriqua donc un costume et devint le premier Mister Fear.
Il réduisit le brutal Ox et l'Anguille en esclavage en les terrifiant et il affronta Daredevil. Il fut vaincu par l'Homme Sans Peur.

### Starr Saxon
L'ingénieur criminel Saxon utilisa temporairement le costume de Mister Fear. Daredevil avait battu ses assassins mécaniques, et Starr voulait se venger. Saxon voulut donc affronter Murdock directement. Il exécuta Drago et vola son matériel, avec lequel il ridiculisa Daredevil lors d'une série de combats télévisés. Finalement, il fut démasqué et se tua en chutant dans le dernier combat.

### Larry Cranston
Larry Cranston était un camarade d'université de Matt Murdock. Il travailla un moment dans le bureau de Nelson & Murdock. Il apprit la mort de Saxon et récupéra le matériel, devenant le troisième Mister Fear.
Lors de son premier combat contre Daredevil, il sauta d'un immeuble, pensant avoir un jetpack.
Après des années de repos, il revint sur le devant de la scène, essayant de discréditer Daredevil, avec l'aide de l'Anguille et d'Insomnia. Les criminels furent vaincus, et l'avocat véreux abandonna l'identité de Fear.
On revit Cranston plus tard, dans une affaire de drogues à Hell's Kitchen. 

Lors de l’invasion de la Terre par Knull et ses symbiotes, il est engagé par le  Caïd pour défendre New York au sein dans ses Thunderbolts .

### Alan Fagan
Alan Fagan est le neveu de Larry Cranston. Il hérita du costume et se lança dans le crime. Il combattit Spider-Man mais fut arrêté. En prison, il fut agressé et défiguré par des hommes travaillant pour sa jeune fille. Elle récupéra la peau de son visage et s'en servit pour devenir la super-vilaine Shock.
Fagan se soigna et fut employé par Lucia Von Bardas, la régente intérimaire de la Latvérie. Il reçut un équipement amélioré et une armure.
Fagan fit partie des mutins s'étant échappés du Raft grâce à Electro. Il fut engagé par le Hood.

## Pouvoirs
- À force d'être exposée à l'élixir sous forme gazeuse, la peau de Mister Fear secrète naturellement une phéromone provoquant l'effroi, la panique ou l'anxiété. Cet état rend ses victimes incapables de se défendre ou de résister à la volonté de Mister Fear.
- Mister Fear utilise aussi un pistolet à capsule. Les capsules contiennent une dose d'élixir. Elles se brisent à l'impact et libèrent les phéromones.
- Une simple dose perturbe un être humain pendant 15 minutes, ou un homme de très bonne condition pendant 5 minutes seulement. L'effet secondaire provoque des nausées, et des vertiges pendant plusieurs jours.
- Fagan s'est aussi servi d'un pistolet hypodermique, ou de grenades pour propager son gaz de peur.
- Fagan a aussi modifié son élixir pour  créer des capsules de phéromones, lui permettant de devenir irrésistible aux femmes.
- Il est équipé d'une armure métallique

## Similarités
- En tant que "vilain", Mister Fear semble posséder beaucoup de similarités avec le personnage de l'Épouvantail apparaissant dans la série Batman, de DC Comics. Cependant, Mister Fear fut, historiquement, le premier des deux personnages à utiliser un gaz inducteur de panique en guise d'arme et, en dépit des ressemblances, ne constitue donc pas un plagiat du personnage DC.